# Drăgoiești
Drăgoiești es una comuna ubicada en el distrito de Suceava, Rumania.

## Superficie
Posee una superficie de 34,40 kilómetros cuadrados.

## Demografía
Hasta 2021 la población era de 2240 habitantes, con una densidad de población de 65,12 habitantes por kilómetro cuadrado.